# Iancu Jianu
Iancu Jianu es una comuna ubicada en el distrito de Olt, Rumania.

## Superficie
Posee una superficie de 47,92 kilómetros cuadrados.

## Demografía
Hasta 2021 la población era de 3511 habitantes, con una densidad de población de 73,27 habitantes por kilómetro cuadrado.